# Alas Bayur
Alas Bayur is een bestuurslaag in het regentschap Situbondo van de provincie Oost-Java, Indonesië. Alas Bayur telt 1487 inwoners (volkstelling 2010).